# Я не знаю
«Я не знаю» — пісня українського гурту «Тартак», що була записана 2005 року, а випущена 25 листопада 2006 року та входить до альбому «Сльози та соплі». Є однією з небагатьох з доробку гурту в стилі ґрандж, піджанрі альтернативного року. Автором і продюсером пісні є лідер колективу Олександр Положинський.

## Опис
Ліричний герой пісні 2006 року розповідає про своє кохання. На превеликий сум для хлопця, кохана дівчина не сприймає його зізнання в коханні всерйоз. Однак, він надіється на «відлигу» в стосунках, бо не уявляє свого життя без неї.

## Відеокліп
Офіційний відеокліп на пісню «Я не знаю» з'явився на YouTube-каналі гурту 7 травня 2012 року та станом на 3 липня 2022 року його подивилося 358 тисяч разів. Режисером кліпу став Сергій Солодкий.

## Чарти
У рік випуску посіла 24 місце в чарті «ТОП 40 ФДР».